# Newberg
Newberg es una ciudad ubicada en el condado de Yamhill en el estado estadounidense de Oregón. En el año 2006 tenía una población de 20,570 habitantes y una densidad poblacional de 1,389.4 personas por km².

## Geografía
Newberg se encuentra ubicada en las coordenadas 45°18′18″N 122°58′2″O / 45.30500, -122.96722.

## Demografía
Según la Oficina del Censo en 2000 los ingresos medios por hogar en la localidad eran de $44,206, y los ingresos medios por familia eran $51,084. Los hombres tenían unos ingresos medios de $34,099 frente a los $23,571 para las mujeres. La renta per cápita para la localidad era de $16,873. Alrededor del 6.6% de la población estaban por debajo del umbral de pobreza.

## Localidades cercanas
Diagrama de las localidades a un radio de 16 km a la redonda de Long Neck. 